# Guy Daignault
Guy Daignault (Montréal, 1954 – 27 gennaio 2005) è stato un pattinatore di short track canadese.

## Carriera
Morto prematuramente in un incidente stradale nel 2005, dopo essersi ritirato dall'attività agonistica nel 1987 dopo i Campionati mondiali di short track tenutisi nella sua Montréal (ove conquistò, a 33 anni il suo 13º oro mondiale nei 1500 m) è stato coach della staffetta canadese argento ad Albertville 1992, nelle cui file militavano i fratelli minori Michael (clasee '66) e Laurent (classe '68).

## Palmarès
Mondiali
- Meudon 1981: 1
- Moncton 1982: 5  1
- Tokyo 1983: 1  2  1
- San Pietroburgo 1984: 4  1
- Amsterdam 1985: 1
- Chamonix 1986: 1  3
- Montreal 1987: 1